# Liste der Ordensniederlassungen in der Stadtkirche Graz
Liste der Ordensniederlassungen in der Stadtkirche Graz: Ordensgemeinschaften, Kongregationen und Säkularinstituten im Seelsorgebereich der Stadtkirche Graz, einem Pfarrverbund der römisch-katholischen Diözese Graz-Seckau.
Insgesamt sind in der Stadtkirche 39 Ordensniederlassungen angesiedelt.

## Liste
1. Spalte: M … Männerorden, F … Frauenorden, S … Säkularinstitute, R … Ritterorden
2. Spalte: Ordenskürzel

Patr. … Patrozinium
|   |                         | Orden                                                               | Niederlassung                                                                        | Sitz                     | Seit                                                                     | Patr.                                | Pfarre (Dekanat)                                                                               | Kirchen                                                                             |
| - | ----------------------- | ------------------------------------------------------------------- | ------------------------------------------------------------------------------------ | ------------------------ | ------------------------------------------------------------------------ | ------------------------------------ | ---------------------------------------------------------------------------------------------- | ----------------------------------------------------------------------------------- |
| M | OH                      | Barmherzige Brüder (v. Hl. Johannes v. Gott)                        | Konvent und Krankenhaus; Sitz des Postulantates                                      | 04. Lend                 | 1615 (Stiftung)                                                          | Mariä Verkündigung                   | Graz-Mariahilf (Graz-Mitte)                                                                    | Barmherzigenkirche, Kapelle zum hl. Rafael im Krankenhaus                           |
| M | OH                      | Barmherzige Brüder (v. Hl. Johannes v. Gott)                        | Konvent und Krankenhaus Eggenberg                                                    | 14. Eggenberg-Algersdorf | 1864                                                                     | Schmerzhafte Mutter Gottes           | Graz-St. Vinzenz (Graz-West)                                                                   | Schmerzhafte Mutter im Krankenhaus, Messkapelle Johannes von Gott im Juvenat        |
| M | OH                      | Barmherzige Brüder (v. Hl. Johannes v. Gott)                        | Konvent Kainbach (Johannes-von-Gott-Pflegezentrum)                                   | Kainbach bei Graz        | 1875                                                                     | Hl. Johannes von Gott                | Graz-Ragnitz (Graz-Ost)                                                                        | Kapelle im Johannes von Gott-Pflegezentrum                                          |
| M | MCCJ                    | Comboni-Missionare                                                  | Missionshaus Messendorf                                                              | 08. St. Peter-Messendorf | 1908 (Comboni-Schwestern 1987–1997)                                      | Hlgst. Herz Jesu                     | Graz-St. Peter (Graz-Süd)                                                                      | Mater-Dolorosa-Kirche                                                               |
| M | OP                      | Dominikaner                                                         | Konvent Graz                                                                         | 04. Lend-Münzgraben      | 1807/1867 (17. Jh. Augustiner-Barfüßer, 1832–48 Jesuiten, 1867 Rückkehr) | Unbeflecktes Herzen Mariens          | Graz-Münzgraben (Graz-Süd)                                                                     | Fatimakirche (Münzgrabenkirche)                                                     |
| M | OFM                     | Franziskaner                                                        | Franziskanerkloster                                                                  | 01. Innere Stadt         | 1230 (Minoriten, 1515 Observanten, diese seit 1463 in Graz)              | Hl. Franziskus von Assisi            | Graz-Mariä Himmelfahrt (Graz-Mitte)                                                            | Franziskanerkirche                                                                  |
| M | SJ                      | Jesuiten                                                            | John Ogilvie Haus                                                                    | 03. Geidorf              | 2007 (Haus ehem. Deutschorden)                                           | Hl. John Ogilvie                     | Graz-Dom (Graz-Mitte)                                                                          | Leechkirche; Kapelle im John Ogilvie Haus                                           |
| M | OCarm                   | Karmeliten                                                          | Konvent Maria Schnee; Sitz des Postulantates                                         | 03. Geidorf-Graben       | 1628/1844 (Innere Stadt, aufgelöst 1789, Wiederansiedlung)               | Maria Schnee                         | Graz-Christus der Salvator (Graz-Nord)                                                         | Karmelitenkirche Maria Schnee                                                       |
| M | CM                      | Lazaristen                                                          | Provinzialat und Klerikat (Missionshaus)                                             | 04. Lend                 | 1853                                                                     | Hl. Vinzenz von Paul                 | Graz-Schmerzhafte Mutter (Marienpfarre, Betr., Graz-Nord), Graz-St. Vinzenz (Betr., Graz-West) | Lazaristenkirche, Vinzenzkirche                                                     |
| M | OFMConv                 | Minoriten                                                           | Kloster Mariahilf                                                                    | 04. Lend                 | 1230/1515 (bis 1515 im heutigen Franz.Kl.; Neubau 1607)                  | Maria, Hilfe der Christen            | Graz-Mariahilf (Graz-Mitte)                                                                    | Mariahilferkirche, Bonaventurakapelle, Schatzkammerkapelle                          |
| M | SDB                     | Salesianer Don Boscos                                               | Niederlassung in Graz                                                                | 05. Gries                | 1935                                                                     | Hl. Johannes Bosco                   | Graz-Don Bosco (Graz-West)                                                                     | Don-Bosco-Kirche                                                                    |
| M | SDS                     | Salvatorianer                                                       | Salvatorkolleg Graz; Salvatorpfarre (Seelsorgezentrum Graz-Nord)                     | 03. Geidorf              | 1969                                                                     | Hl. Salvator von Horta               | Salvatorpfarre (Betr., Graz-Nord)                                                              | Salvatorkirche                                                                      |
| F | FdC (TdchL, TchrL, BHS) | Barmherzige Schwestern (vom hl. Vinzenz v. Paul)                    | Provinzhaus Graz; Exzerzitienhaus; Haus St. Josef                                    | 04. Lend                 | 1841                                                                     | Hl. Vinzenz von Paul; Hl. Josef      | Graz-Schmerzhafte Mutter (Graz-Nord)                                                           | Kirche Unbefleckte Empfängnis, Krankenkapelle im Mutterhaus                         |
| F | FdC (TdchL, TchrL, BHS) | Barmherzige Schwestern (vom hl. Vinzenz v. Paul)                    | Luisenheim                                                                           | 02. St. Leonhard         | 1957                                                                     | Hl. Luise von Marillac               | Graz-St. Leonhard (Graz-Ost)                                                                   | Kapelle Unbefleckte Empfängnis im Luisenheim                                        |
| F | FdC (TdchL, TchrL, BHS) | Barmherzige Schwestern (vom hl. Vinzenz v. Paul)                    | Barmherzige Schwestern im LKH Graz II Standort Süd                                   | 16. Straßgang            |                                                                          |                                      | Graz-St. Elisabeth (Graz-West)                                                                 | Hausoratorium Unbefleckte Empfängnis                                                |
| F | SCSC                    | Barmherzige Schwestern vom heiligen Kreuz (Kreuzschwestern)         | Kloster der Kreuzschwestern; Privatklinik Maria Hilf                                 | 03. Geidorf              | 1887                                                                     | Hl. Kreuz; Maria, Hilfe der Christen | Graz-Graben (Graz-Nord)                                                                        | Kirche Hl. Kreuz im Kloster, Kapelle Mariahilf im Sanatorium                        |
| F | SCSC                    | Barmherzige Schwestern vom heiligen Kreuz (Kreuzschwestern)         | Annaheim                                                                             | 02. St. Leonhard         | 1983                                                                     | Hl. Anna                             | Graz-St. Leonhard (Graz-Ost)                                                                   | Kapelle Allerheiligstes Altarsakrament im Annaheim, Kapelle Hl. Kreuz im Altersheim |
| S |                         | Dienerinnen Christi – Sluzavke Kristove                             | Noviziatshaus Ulrichsbrunn                                                           | 12. Andritz              | 1974                                                                     | Hl. Ulrich                           | Graz-Andritz (Graz-Nord)                                                                       | St. Ulrich zu Ulrichsbrunn                                                          |
| F | OSE                     | Elisabethinen                                                       | Konvent Graz                                                                         | 05. Gries                | 1690                                                                     | Hl. Elisabeth von Thüringen          | Graz-St. Andrä (Kuratbenefizium, Graz-Mitte)                                                   | Elisabethinenkirche                                                                 |
| F | FIC                     | Franziskanerinnen von der Unbefleckten Empfängnis (Schulschwestern) | Mutterhaus Graz-Eggenberg (Institut der Schulschwestern); Generalat mit Schulzentrum | 14. Eggenberg            | 1843 (Gründung in Graz)                                                  | Hl. Franziskus von Assisi            | Graz-St. Vinzenz (Graz-West)                                                                   | Kirche Unbefleckte Empfängnis, Franziskuskapelle im Konvent                         |
| F | FIC                     | Franziskanerinnen von der Unbefleckten Empfängnis (Schulschwestern) | Provinzhaus Graz; Provinzialat                                                       | 01. Innere Stadt         | 1929                                                                     | Hl. Franziskus von Assisi            | Graz-Mariä Himmelfahrt (Graz-Mitte)                                                            | –                                                                                   |
| F | FIC                     | Franziskanerinnen von der Unbefleckten Empfängnis (Schulschwestern) | Schwester Klara Fietz Volksschule                                                    | 01. Innere Stadt         | 1900 (Kirche ehem. Ursulinen, Schule 1932)                               | Hlgst. Dreifaltigkeit                | Graz-Mariä Himmelfahrt (Graz-Mitte)                                                            | Dreifaltigkeitskirche                                                               |
| F | SA                      | Helferinnen (Kongregation der Helferinnen der Seelen im Fegefeuer)  | Gemeinschaft in Graz                                                                 | 03. Geidorf              | 1922                                                                     | Hlgst. Erlöser                       | Graz-St. Leonhard (Graz-Ost)                                                                   | Kapelle Hl. Erlöser im Kloster                                                      |
| F | OCD                     | Karmelitinnen (Unbeschuhte)                                         | Konvent St. Josef                                                                    | 03. Geidorf-Graben       | 1643/1829 (1643–1782 Neutorgasse, Wiederansiedlung)                      | Hl. Josef                            | Graz-Christus der Salvator (Graz-Nord)                                                         | Karmelitinnenkirche zum hl. Josef                                                   |
| F | RSCJ                    | Sacré Coeur (Gesellschaft v. Hl. Herzen Jesu)                       | Sacré Coeur Graz mit Schulzentrum                                                    | 02. St. Leonhard         | 1846                                                                     | Hlgst. Herz Jesu                     | Graz-Münzgraben (Graz-Süd)                                                                     | Kapelle Heiligstes Herz Jesu                                                        |
| F | RGS                     | Schwestern vom Guten Hirten                                         | Kloster vom Guten Hirten                                                             | 04. Lend                 | 1858                                                                     | Guter Hirte                          | Graz-Kalvarienberg (Graz-Nord)                                                                 | Klosterkirche Hl. Anna                                                              |
| F | OSU                     | Ursulinen (Deutsche Föderation)                                     | Konvent Graz mit Schulzentrum                                                        | 02. St. Leonhard         | 1686 (Sackstraße/Ehem. Urs.Kl., 1900 Leonhardstraße)                     | Hlgst. Dreifaltigkeit                | Graz-St. Leonhard (Kuratbenefizium, Graz-Ost)                                                  | Kapelle zur Heiligsten Dreifaltigkeit                                               |
| F | OLC                     | Schwestern Unserer Lieben Frau von China                            | Gruppe Graz                                                                          | 02. St. Leonhard         | 1992                                                                     | Unsere Liebe Frau                    | ? (Graz-Ost)                                                                                   | –                                                                                   |
| F | CPS                     | Missionsschwestern vom Kostbaren Blut                               | am Bischofhof Graz                                                                   | 01. Innere Stadt         |                                                                          | –                                    | ? (Graz-Mitte)                                                                                 | –                                                                                   |
| F | SDR                     | Schwestern vom Göttlichen Erlöser                                   | Krankenhaus der Barmherzigen Brüder Eggenberg                                        | 14. Eggenberg-Algersdorf | 1948                                                                     | Graz-St. Vinzenz (Graz-West)         | ? (Graz-Mitte)                                                                                 | –                                                                                   |
| S | –                       | Gemeinschaft Unserer Lieben Frau Vom Wege                           | Gruppe Graz                                                                          | 01. Innere Stadt         |                                                                          | –                                    | ? (Graz-Mitte)                                                                                 | –                                                                                   |
| R | OESSH                   | Ritterorden vom Heiligen Grab zu Jerusalem                          | Komturei Graz                                                                        | 05. Gries                | 1952                                                                     | Hl. Grab                             | – (Graz-Mitte)                                                                                 | –                                                                                   |

Stand: 9/2011 (upd. 12/2012)

## Ehemalige Niederlassungen in Graz
(unvollständige Sammlung; Sortierung wie oben; die hier unverlinkten sind heute noch in Graz ansässig)
- Augustiner-Barfüßer (Discalceaten) OAD: im heutigen Dominikanerkonvent Graz-Münzgraben (4.) 17. Jh
- Deutscher Orden: Deutschritterordenshaus (1.);  Ehem. Benefiziatenhaus der Deutschen Ordenskommende am Leech/John-Ogilvie-Haus (3.)
- Dominikaner OP: Kloster Dreihackengasse (1.) (heute raum.kultur.graz);[13] Stadtpfarrkirche (1.) 1466–1585; St. Andräkirche (5.) 1586–1807
- Franziskaner OFM: als Observanten 1463–1515
- Jesuiten SJ: im heutigen Dominikanerkonvent Graz-Münzgraben (4.) 1832–1848
- Kapuziner OFMCap: Kloster bei der Paulustorgasse/Antoniuskirche (1.) 1600–1788
- Karmeliten OCarm: am Karmelitenplatz (1.) 1628–1789 (heute Steiermärkisches Landesarchiv)
- Minoriten OFMConv: im heutigen Franziskanerkloster (1.) 1230–1515
- Comboni-Schwestern MCCJ: am Comboni-Missionshaus Messendorf (8.) 1987–1997
- Dominikanerinnen OP: Kloster des hl. Rosenkranzes (bei den Dominikanern Münzgraben 4.) 1996–2012 (aus Altersgründen aufgegeben, vorher in Geisdorf 1882–1996)[14]
- Karmelitinnen OCD: Neutorgasse (1.) 1643–1782, Wiederansiedlung 1829 Geidorf-Graben (3.)
- Ursulinen OSU: in der Sackstraße und Dreifaltigkeitskirche (1.) 1686–1900